# Смілянська волость (Роменський повіт)
Смілянська волость — адміністративно-територіальна одиниця Роменського повіту Полтавської губернії з центром у містечку Сміле.
Станом на 1885 рік складалася з 35 поселень, 2 сільських громад. Населення — 10784 особи (5266 чоловічої статі та 5518 — жіночої), 1803 дворових господарств.
|                     | Площа, десятин | У тому числі орної, дес. |
| ------------------- | -------------- | ------------------------ |
| Сільських громад    | 10943          | 8086                     |
| Приватної власності | 2439           | 1671                     |
| Казенної власності  | 12             | —                        |
| Іншої власності     | 29             | 21                       |
| Загалом             | 13423          | 9778                     |

Основні поселення волості:
- Сміле — колишнє державне та власницьке містечко при річках Сміла та Бишкінь за 25 верст від повітового міста, 5900 осіб, 1124 двори, 6 православних церков, школа, лікарня, 2 постоялих двори, 11 постоялих будинків, 15 лавок, 59 вітряних млинів, 7 маслобійних, 2 салотопних, свічковий і цегельний заводи, 4 кузня, базари, 4 ярмарки на рік. За 4 версти — цегельний завод.
- Протасівка — колишнє державне та власницьке село при річці Борщева, 2600 осіб, 488 дворів, православна церква, 4 постоялих будинки, 7 кузень, 24 вітряних млинів, 2 маслобійних заводи.

Старшинами волості були:
- 1900 року — селянин Григорій Єлисейович Дяченко[2];
- 1904 року — козак Захар Осипович Омельяненко[3];
- 1906—1907 роках — козак Павло Феодосійович Карпенко[4],[5];
- 1913 року — Яків Никифорович Король[6];
- 1915—1916 роках — Сергій Тимофійович Булим[7],[8].